# Conservatorio Giuseppe Martucci
Il Conservatorio di Musica Giuseppe Martucci ha sede a Salerno, nella zona del plaium montis del centro storico della città.
Fa parte del Complesso Umberto I.

## Storia

### Scuola di Musica San Ferdinando
Il conservatorio deriva dalla Scuola di Musica, fondata presso l'ospizio "San Ferdinando" all'inizio del 1819, con decreto dello stesso anno, che regolamentava il funzionamento delle scuole, la nomina del personale e la gestione amministrativa. Il San Ferdinando, così denominato dal 1816 in poi in onore di Ferdinando I delle Due Sicilie, era stato deputato a deposito di mendici il 1º novembre 1813 da Gioacchino Murat. A sua volta tale ospizio era sorto nei locali adiacenti ai due conventi di San Nicola e di San Lorenzo, espropriati ai Religiosi Riformati, a seguito delle leggi del 1807 e del 1811 di Giuseppe Bonaparte, con le quali sopprimeva gli ordini religiosi nel Regno delle Due Sicilie. Con l'ascesa al trono di Umberto I di Savoia, l'orfanotrofio prese il nome di Umberto I, che ha conservato fino a poco tempo fa. Per preparare gli orfani del San Ferdinando all'inserimento nel mondo del lavoro, si istituirono corsi professionali di sartoria, calzoleria, falegnameria e soprattutto musica.
Nel 1819 fu nominato primo insegnante e direttore della scuola di musica Gabriele da Forio d'Ischia, che ricoprì tale ruolo fino al 1855, quando fu sostituito da Domenico Ansalone. Succedettero poi fino al 1869, i maestri Antonio Pipitone, Raffaele Caravaglios e Temistocle Marzano che, morto improvvisamente, lasciò il posto ad Augusto Ruggiero che poco dopo fu sostituito da Vincenzo Grandine. Dal 1933 al 1939 fu direttore Carlo Cammarota che, dopo aver vinto il concorso per il conservatorio di Santa Cecilia a Roma, lasciò la carica vacante fino allo scoppio della guerra la quale determinò la quasi soppressione della scuola. All'opera di rinascita contribuì Luigi Marino, con la ricostruzione della banda e dei concerti bandistici settimanali nei posti indicati dalla Civica Amministrazione.

### Liceo Musicale pareggiato Giuseppe Martucci
Sotto la direzione di Domenico D'Ascoli, avvenne il primo riconoscimento giuridico della vecchia scuola musicale salernitana: il pareggiamento. nel 1950-51, erano iscritti alla scuola 136 alunni ed erano attivi solo i corsi di violino, violoncello, contrabbasso, oboe, tromba e trombone, flauto, clarinetto e corno. il nuovo liceo venne intitolato a Giuseppe Martucci.

### Sezione distaccata del conservatorio San Pietro a Majella di Napoli
Nel 1963 il liceo divenne sezione distaccata del conservatorio di San Pietro a Maiella. La nuova configurazione prevedeva una convenzione, stipulata nel 1964, tra i due conservatori per il potenziamento della scuola musicale salernitana. A causa della mancanza di impegno da parte del conservatorio napoletano, si determinò l'esigenza di far diventare il Martucci conservatorio autonomo.

### Conservatorio di Musica autonomo
Il primo tentativo per l'autonomia fu compiuto nel 1975 dall'amministratore dell'Umberto I, Alfonso Menna. Seguirono altri tentativi, tutti negativi, fino a quando non divenne ministro della P.I. il professore salernitano Salvatore Valitutti che, nel 1980, ratificò l'autonomia del conservatorio.

### Tempi recenti
Il conservatorio ha registrato una notevole crescita nel numero dei suoi studenti (più di 1.200 dal 2013), diventando l'unica istituzione a livello universitario presente dentro i confini comunali della città. A fine 2014 si sono conclusi i lavori di ristrutturazione interni mentre, nel 2015, sono iniziati quelli per la realizzazione di un auditorium da 350 posti e per il rifacimento delle facciate.

## La sede
Il palazzo del Conservatorio musicale Martucci era originariamente un monastero benedettino, fondato nel secolo XI ai tempi della Salerno longobarda, ma una piccola parte del palazzo del monastero era anteriore: infatti appartenne all'adiacente convento di San Lorenzo, che fu fondato da Gisulfo I nel 963.
Nel palazzo rimase il monastero benedettino fino al 1407. Successivamente ebbe vari utilizzi fino a divenire dopo l'Unità d'Italia un orfanotrofio col nome del Re d'Italia "Umberto I". Dopo la seconda guerra mondiale è diventato uno dei Conservatori statali di musica in Italia, con il nome dedicato a Giuseppe Martucci: divenne conservatorio autonomo nel 1980.
L'edificio ha una pianta rettangolare con cortile, ed ha quattro piani. Le sue strutture verticali sono in muratura mista in tufo, sia intonacata che dipinta. I piani superiori sono a struttura semplice, mentre per i piani inferiori si hanno volte a botte, a vela, a crociera ed a padiglione. Vi sono due scale principali a due rampe. Infine le decorazioni esterne sono con ordine di lesene, su parete intonacata ed alcune cornici in stucco.
Una piccola torre centrale con orologio si innalza come quinto livello, dando al palazzo un'altezza complessiva di circa 25 metri.